# Macrobiotus paulinae
Espèce
Macrobiotus marlenae est une espèce de tardigrades de la famille des Macrobiotidae.

## Distribution
Cette espèce est endémique du Kenya.

## Publication originale
- Stec, Smolak, Kaczmarek & Michalczyk, 2015 : An integrative description of Macrobiotus paulinae sp. nov. (Tardigrada: Eutardigrada: Macrobiotidae: hufelandi group) from Kenya. Zootaxa, no 4052(2), p. 501–526.